# Cuor di leone
Cuor di leone (Lionheart) è un film del 1987 diretto da Franklin J. Schaffner, e interpretato da Eric Stoltz.

## Trama
Vagamente ispirato dalla storica crociata dei fanciulli, il film racconta l'avventura di Robert Nerra, un giovane cavaliere esiliato che guida un gruppo di orfani ad unirsi ad una crociata di Riccardo Cuor di Leone, proteggendo contemporaneamente i ragazzi dal Principe Nero, un ex crociato disilluso e riciclatosi mercante di schiavi.

## Produzione
Francis Ford Coppola, che inizialmente avrebbe dovuto dirigere il film, è citato come produttore esecutivo. Anche la sorella di Coppola, Talia Shire ed il cognato Jack Schwartzman sono annoverati fra i produttori di Cuor di Leone. La sceneggiatura fu scritta da Menno Meyjes e Richard Outten, da una storia di Meyjes. La colonna sonora fu invece realizzata dal vincitore di premio Oscar Jerry Goldsmith.
Cuor di Leone fu un film ad alto budget, girato in Ungheria e Portogallo, sfruttando i numerosi castelli locali. Fu il penultimo lavoro di Schaffner e rappresenta l'ultima collaborazione fra il regista ed il suo amico Jerry Goldsmith. I due insieme avevano lavorato in numerosi film come Il pianeta delle scimmie, Patton, generale d'acciaio, Papillon ed I ragazzi venuti dal Brasile.
La casa di distribuzione del film, la Orion Pictures, posticipò più volte l'anteprima del film, che alla fine avvenne ad agosto 1987 in Canada, ricevendo critiche generalmente negative. Una volta uscito nelle sale il film passò del tutto inosservato, fino al suo primo passaggio televisivo ed all'uscita in VHS e DVD.